# Johnny Saxton
Johnny Saxton (Newark, 4 luglio 1930 – 4 ottobre 2008) è stato un pugile statunitense, due volte campione del mondo dei pesi welter tra il 1954 e il 1956.

## Carriera
Si accostò al pugilato in un orfanotrofio di Brooklin. Salì sul ring 33 volte tra i dilettanti, vincendo 31 match. Debuttò tra i professionisti a diciotto anni, il 9 marzo 1949, mettendo KO al terzo round Jimmy Swann. Rimase imbattuto per i primi quaranta incontri disputati, conseguendo tutte vittorie e un solo pari. Il 29 settembre 1953 a Filadelfia, batté il futuro campione del mondo dei pesi medi Joey Giardello, ai punti in dieci riprese, pur pesando 1,8 kg in meno. Cinque mesi dopo sconfisse ai punti in dieci riprese l'ex campione mondiale dei welter Johnny Bratton, appena reduce da una sconfitta nella rivincita con Kid Gavilán, a cui aveva ceduto il titolo.
Saxton fu allora designato per contendere a Gavilán il titolo mondiale dei welter. Il 20 ottobre 1954, al Silver Bowl di Mount Carmel, conquistò la cintura mondiale battendo Gavilán ai punti in 15 riprese con verdetto unanime ma molto contestato. Il giornalista specializzato Nat Fleischer scrisse infatti che l'arbitro aveva sfacciatamente favorito Saxton fermando frequentemente il match quando questi si era trovato in difficoltà .
Saxton perse il titolo mondiale alla prima difesa, sconfitto per knock-out tecnico al decimo round da Tony DeMarco il 1º aprile 1955 a Boston. Anche De Marco perse il titolo mondiale alla prima ripresa con Carmen Basilio, dal quale fu sconfitto anche nella successiva rivincita.
Fu quindi allestito un nuovo "match mondiale" tra Saxton e Basilio, il 14 marzo 1956 a Chicago. Saxton sconfisse l'avversario ai punti riconquistando il titolo mondiale. Il verdetto fu controverso, al punto da dar adito, all'epoca, a voci non verificate sostenenti che Saxton avesse legami con la malavita di Chicago e che questa avesse pagato i giudici perché lo favorissero. L'incontro fu giudicato "Sorpresa dell'anno" 1956 dalla rivista Ring Magazine.
Il 12 settembre 1956 fu allestita la rivincita tra i due pugili e Basilio si riprese il titolo per KOT al 9º round. L'incontro fu dichiarato Combattimento dell'anno 1956. Saxton perse anche il terzo incontro, cinque mesi dopo a Cleveland, per KO al 2º round.
Il 21 ottobre 1958, a Portland, Saxton fu sconfitto ai punti dall’ancora imbattuto Denny Moyer. Combatté un'ultima volta due mesi dopo subendo un'altra sconfitta. Poi si ritirò dal pugilato.